# Edgewood (Kentucky)
Edgewood è una città degli Stati Uniti d'America, situata nello Stato del Kentucky, nella Contea di Kenton.